# When Were You Born
Pour plus de détails, voir Fiche technique et Distribution.
When Were You Born est un film américain réalisé par William C. McGann, sorti en 1938.
Chacun des douze personnages principaux est né sous un signe astrologique différent.

## Synopsis
Une astrologue aide à la police à élucider le meurtre d'un important homme d'affaires.

## Fiche technique
- Titre : When Were You Born
- Réalisation : William C. McGann
- Scénario : Anthony Coldeway d'après une histoire de Manly Palmer Hall
- Photographie : L. William O'Connell
- Pays d'origine : États-Unis
- Format : Noir et blanc - 1,37:1 - Mono
- Genre : Comédie policière et film noir
- Date de sortie : 1938

## Distribution
- Anna May Wong : Mei Lei Ming, l'astrologue (Verseau)
- Charles C. Wilson : l'inspecteur Jim C. Gregg (Taureau)
- Frank Jaquet : le sergent Kelly (Poisson)
- Margaret Lindsay : Doris Kane (Lion)
- Anthony Averill : Larry Camp (Bélier)
- Lola Lane : Nita Kenton (Cancer)
- James Stephenson : Phillip 'Phil' Corey (Balance)
- Eric Stanley : Shields (Vierge)
- Leonard Mudie : Frederick 'Fred' Gow (Scorpion)
- Olin Howland : Peter Finlay (Sagittaire)
- Jeffrey Lynn : Davis, le journaliste (Gémeaux)
- Maurice Cass (en) : Dr Merton (Capricorne)
- Clayton Moore : l'adjoint du procureur de district
- Manly Palmer Hall : lui-même (narrateur de l'introduction)